# 陳蔭羆
陳蔭羆（英語：George Chann，1913年1月1日—1995年5月26日），華裔美國社會寫實風格畫家。

## 外部連結
- George Chann | Otis College of Art and Design （页面存档备份，存于）